# Saint-Aubin-Celloville
Saint-Aubin-Celloville település Franciaországban, Seine-Maritime megyében. Lakosainak száma 1182 fő (2022. január 1.). Saint-Aubin-Celloville Belbeuf, Boos, Gouy, Franqueville-Saint-Pierre, Quévreville-la-Poterie és Ymare községekkel határos.

## Népesség
A település népessége az elmúlt években az alábbi módon változott:
| Lakosok száma | 951  | 995  | 1020 | 1057 | 1117 | 1176 | 1180 | 1181 | 1182 |
|               | 2013 | 2015 | 2016 | 2017 | 2018 | 2019 | 2020 | 2021 | 2022 |